# Cavosa
Cavosa, acrónimo de Compañía Auxiliar de Voladuras, es una empresa española que opera en el sector de las infraestructuras, especializada en labores de demolición de edificaciones, realización de obras subterráneas o construcción de infraestructuras. Actualmente constituye una filial del grupo Sacyr.

## Historia
La compañía fue fundada en 1964 por el ingeniero José Ramón Irisarri Yela. En sus orígenes estuvo ligada a la minería, estando especializada en la ingeniería de aplicación de explosivos o en la profundización de pozos y galerías. Con posterioridad formó parte de Unión Explosivos Río Tinto (ERT), grupo empresarial que llegó a controlar un 90% de su accionariado. Cavosa llegó a participar en varias iniciativas relacionadas directamente con la actividad minera. En 1977 fue uno de los fundadores de la empresa Promotora de Minas de Carbón (PMC), que durante la década de 1980 explotó un yacimiento de hulla en Belmez (Córdoba). También participaría en la creación, en 1989, de la sociedad Promotora de Inversiones y Minera, cuyo ámbito de actuación se extendía a toda España.
En 1999 la sociedad anónima Sacyr entró a formar parte del accionariado de Cavosa, pasando a constituirse como una filial del grupo Sacyr Vallehermoso. La empresa adoptaría una nueva línea de negocio que desde entonces la ha llevado a especializarse en el ámbito de la obra civil, las obras subterráneas o la construcción de infraestructuras de transporte (como puentes, túneles o vías elevadas).